# إمام تششمة
إمام‌ تششمة هي قرية في مقاطعة كرج، إيران. يقدر عدد سكانها بـ 159 نسمة بحسب إحصاء 2016.